# Oxyhaloa minor
Oxyhaloa minor är en kackerlacksart som beskrevs av Brunner von Wattenwyl 1865. Oxyhaloa minor ingår i släktet Oxyhaloa och familjen jättekackerlackor. Inga underarter finns listade i Catalogue of Life.